# 普纳替尼
普纳替尼（INN: Ponatinib ，商品名为Iclusig）是一种多靶点酪氨酸激酶抑制剂，用于治疗慢性粒细胞白血病（CML）和费城染色体阳性（Ph+）急性淋巴细胞白血病（ALL）。某些形式的CML，即具有T315I突变的CML，对目前的治疗方法（如伊马替尼）具有抗药性。普纳替尼对这些类型的肿瘤有效。
美国食品和药物管理局（FDA）于2012年12月批准该药物为候选药物，但由于“存在危及生命的血栓和血管严重狭窄的风险”，于2013年10月31日暂停销售。该暂停于2013年12月20日部分解除，普纳替尼发布了修订的处方信息、新的“黑框警告”和“风险评估和缓解策略”，以更好地评估使用该药物的风险和益处。

## 批准和适应症
根据几天前在年度ASH会议上报告的PACE II期试验结果，普纳替尼于2012年12月14日获得美国FDA批准，用于耐药或不耐受CML和Ph+ ALL患者。由于批准是在FDA加速批准计划下，申请人需要进行额外的研究。
基于这些额外的研究，FDA于2016年完全批准并更新了标签，以包括慢性期、加速期或急变期慢性粒细胞白血病和费城染色体阳性急性淋巴细胞白血病，没有其他酪氨酸激酶抑制剂治疗的指征。还批准了T315I阳性慢性粒细胞白血病和T315I阳性费城染色体阳性急性淋巴细胞白血病。

## 不良反应
2013年10月9日，由于在服用该药的患者中观察到血凝块数量增加，美国食品和药物管理局对波纳替尼的新试验招募发布了部分临床暂停。EPIC 试验后来于 10 月 18 日被取消。随后对449名接受波纳替尼治疗4年的慢性期慢性粒细胞白血病患者的研究发现了以下不良反应。150名患者出现了心脏血管（21% 的患者）、外周血管（12%）和脑血管（9%）动脉闭塞。6%的患者出现了静脉血栓栓塞。最常见的全级别不良反应包括高血压（69%）、皮疹（63%）、腹痛（48%）、疲劳（47%）、头痛（43%）、动脉缺血（42%）、皮肤干燥（ 42%）、便秘（41%）、关节痛（32%）、恶心（28%）、发热（26%）、周围神经病变（24%）、肌痛（24%）、四肢疼痛（23%）、背部 疼痛（21%）和腹泻（20%）。 此外，还报告了可逆性后部脑病综合征的病例。

## 临床试验
2010年，ARIAD公布了波纳替尼在耐药和难治性慢性粒细胞白血病（CML）和费城阳性急性淋巴细胞白血病（Ph+ ALL）患者中的I期研究结果。该研究表明，在接受波纳替尼治疗的慢性期CML患者中，试验中66%的患者实现了主要的细胞遗传学反应，其中100%的患者也有T315I 突变。
PACE（普纳替尼 Ph+ ALL和CML评估）关键II期试验于2010年9月开始招募患者，旨在为在这种情况下获得监管部门批准提供明确的临床数据。 2012年12月报告了良好的结果。
EPIC（普纳替尼与伊马替尼在CML中的评估）III期试验于2012年6月开始，并于2013年10月18日停止。

## 作用机制
普纳替尼的主要靶点是BCR-ABL，这是一种异常酪氨酸激酶，是CML和Ph+ ALL的标志。CML 的特征是由于产生 BCR-ABL 蛋白的遗传异常，骨髓产生的白细胞过度且不受调节。在产生过多白细胞的慢性阶段之后，CML 通常会演变为更具侵袭性的阶段，例如加速或急变危象。Ph+ ALL是急性淋巴细胞白血病的一种亚型，携带产生BCR-ABL的Ph+染色体。它的病程比CML更具侵袭性，并且通常采用化学疗法和酪氨酸激酶抑制剂的组合治疗。因为这两种疾病都表达BCR-ABL蛋白，这将使它们可能对波纳替尼治疗敏感。在95%的CML患者中检测到 BCR-ABL。CML患者目前接受一线治疗尼罗替尼和/或达沙替尼，尽管22-33%的患者由于不良反应、治疗失败和其他原因在两年后停止治疗。

## 发现与来源
普纳替尼是使用ARIAD的基于计算和结构的药物设计平台设计的，以非常高效和广泛的特异性抑制BCR-ABL的酶活性。普纳替尼旨在不仅针对天然BCR-ABL，而且还针对其携带突变的同种型，这些突变赋予对现有酪氨酸激酶抑制剂治疗的抗性，尤其包括不存在有效治疗的T315I突变。
发现与AP 23464相关，AP 23464是Ariad的首批ATP竞争性双Src/Abl抑制剂之一。AP23464是使用结构基础药物设计和重点合成的三取代嘌呤类似物文库确定的。该物质可有效抑制 Src和Bcr-Abl激酶，包括许多常见的耐伊马替尼 Bcr-Abl 突变。然而，AP23464不抑制T315I突变，而普纳替尼抑制。